# Карвахаль, Данни
Данни Габриэль Карвахаль Родригес (исп. Dany Gabriel Carvajal Rodríguez; род. 8 января 1989 года в Сан-Рамон, Коста-Рика) — коста-риканский футболист, вратарь клуба «Эредиано». Выступал за сборную Коста-Рики.

## Клубная карьера
Карвахаль начал карьеру в клубе «Брухас». 6 декабря 2009 года в матче против «Депортиво Рамоненсе» он дебютировал в чемпионате Коста-Рики. Летом 2011 года Данни перешёл в «Сан-Карлос». 1 августа в поединке против «Картахинес» он дебютировал за новую команду. В новом клубе Карвахаль быстро завоевал место в основе и следующие два сезона отыграл почти без замен.
Летом 2013 года Данни перешёл в «Саприссу». 18 ноября в матче против «Белена» он дебютировал за новую команду. В составе «Саприссы» Карвахаль трижды стал чемпионом Коста-Рики.

## Международная карьера
В 2009 году в составе молодёжной сборной Коста-Рики Карвахаль принял участие в молодёжном чемпионате мира в Египте. На турнире он был запасным и на поле не вышел.
В 2011 и 2015 годах Данни был в заявке сборной Коста-Рики на Кубке Америки и Золотом кубке КОНКАКАФ соответственно, но в обоих случаях был запасным вратарём и не поле не выходил.
В 2016 году Карвахаль во второй раз попал в заявку на Кубок Америки в США. На турнире он был запасным и на поле не вышел. В 2017 году Дани стал бронзовым призёром Золотого кубка КОНКАКАФ. На турнире он сыграл в матче против сборных Французской Гвианы.

## Достижения
Командные
 «Саприсса»
- Чемпионат Коста-Рики по футболу — Верано 2014
- Чемпионат Коста-Рики по футболу — Инвьерно 2014
- Чемпионат Коста-Рики по футболу — Инвьерно 2015

Международные
 Коста-Рика
- Золотой кубок КОНКАКАФ — 2017